# یان اووه والدنر
یان اووه والدنر (به سوئدی: Jan-Ove Waldner) بازیکن سوئدی رشته تنیس روی میز است او ۳ اکتبر ۱۹۶۵ (میلادی) متولد شده و از وی عنوان موتزارت دنیای رشته تنیس روی میز یاد شده‌است. او در عالم تنیس یک اسطوره‌است و یکی از بهترین بازیکنان تاریخ پینگ پنگ جهان است.
استعداد او در سال ۱۹۸۲ زمانی ۱۶ سال داشت و در فینال مسابقات قهرمانی اروپا حاضر شد شناخته شد. او در سال ۱۹۸۹ به‌عنوان بهترین بازیکن جهان انتخاب شد. در همان سال با غلبه برهم وطن خویش یورگن پرسون قهرمان جهان شد، در المپیک ۱۹۹۲ بارسلون با شکست ژان فیلیپ گاتیئن فرانسوی قهرمان المپیک شد. از نکات جالب این قهرمانی زمانی بود که پادشاه سوئد به محض اطلاع از فینالیست شدن والدنر با هواپیمای شخصی خود به اسپانیا سفر کرد تا از نزدیک شاهد قهرمان‌شدن هموطن خود باشد، والدنر در سال ۱۹۹۳ مدال برنز انفرادی جهان را کسب کرد، در سال ۱۹۹۷ در سن ۳۲ سالگی در کمال حیرت و تعجب صاحب‌نظران این رشته برای دومین‌بار قهرمان جهان شد و تمام رقیبان خود را با نتیجهٔ ۳ بر ۰ مغلوب کرد، در المپیک ۲۰۰۰ سیدنی دوم شد، والدنر باز هم در المپیک ۲۰۰۴ آتن با وجود سن بالای خویش معجزه کرد و چهارم شد و مورد تحسین مسئولان برگزارکننده این رشته قرار گرفت. بدون تردید او نابغه بود و شاید سال‌ها از عمر این ورزش بگذرد تا ستاره‌ای همانند او دوباره طلوع کند. در کشور چین او را با نام مختصر لائو وائو می‌شناسند و تمبری هم به اسم او در کشور چین چاپ کردن که این قدامی بی‌سابقه بود. والدنر در سال ۲۰۰۵ رسماً از مسابقات رسمی خداحافظی کرد. نویسنده‌ای به نام jens fellke کتابی در مورد زندگی‌نامهٔ والدنر چاپ کرد. یان در چین دارای رستورانی به‌نام خود است، او هم‌اکنون از بازی‌های رسمی خداحافظی کرده و در لیگ آلمان مشغول به بازی است. او از چوب waldner sendso carbon استفاده می‌کند. این چوب حدود۲۲ سال در دست جان بوده‌است.
در سال ۲۰۱۰ والدنر در حالی برای نهمین بار قهرمان سوئد شد که رقیب او در فینال Pär Gerellدر سالی متولد شده بود که والدنر اولین بار قهرمان سوئد شد. او تا سال ۲۰۱۲ در لیگ باشگاه‌های آلمان و سپس در تیم Spårvägens BTK سوئد بازی کرد. در فوریه ۲۰۱۶ والدنر آخرین بازی باشگاهی خود را در لیگ سوئد برای تیم Ängby/Spårvägen انجام داد و رسماً در سن ۵۱ سالگی بازنشستگی به عنوان یک بازیکن را اعلان کرد.